# Карел Домин
Карел Домин  (на чешки: Karel Domin, 4 май 1882, Кутна Хора – 10 юни 1953 г., Прага) е чешки ботаник и политик.
След завършване на обучението си в гимназията в Пршибрам изучава ботаника в Карловия университет в Прага и завършва висшето си образование през 1906 година.
Между 1911 и 1913 г. публикува няколко важни статии за таксономията на Австралия.
През 1916 г. става професор по ботаника. Домин се специализира във фитогеографията, геоботаниката и класификацията на растенията. Приет е за член на Чехословашката академия на науките, публикува много научни произведения и основава ботаническия институт в университета.
Скалата на Домин, наречена на неговото име, обикновено се използва за обозначаване на броя видове растения, намерени в стандартна област, при нейната класификация.
През 1933 – 34 учебна година, той е ректор на Карловия университет и е един от участниците в борбата за старите академични знаци, обозначаващи различието между чешките и немските университети в Прага, която довежда до улични сблъсъци и размирици.
От 1935 до 1939 г. Домин е член на парламента; след Мюнхенското споразумение той става един от съоснователите на полуфашисткото политическо движение Akce národní obrody.
Домин е смятан за човека, който има най-голяма заслуга за създаването на съвременния Национален парк Татри в днешна Словакия.

## Научни статии
- Zweiter Beitrag zur Kenntnis der Phanerogamenflora von Böhmen, 1902
- A Phytogeographical outline of the zonal division in the Western Carpathians, besides some general remarks on the main forest trees, 1923
- Prodromus lokální květeny kraje od Medzilaborců k Palotským hřebenům ve vých. Slovensku, 1940
- Monografická studie o Myosotis sylvatica (Ehrb.) Hoffm. a některých příbuzných pomněnkách se zvláštním zřením k oblasti karpatské, 1939